# Campeonato Europeo de Taekwondo de 1988
El VII Campeonato Europeo de Taekwondo se realizó en Ankara (Turquía) entre el 26 y el 29 de mayo de 1988 bajo la organización de la Unión Europea de Taekwondo (ETU) y la Federación Turca de Taekwondo.

## Medallistas

### Masculino
| Evento | Oro                            | Plata                       | Bronce                                                     |
| ------ | ------------------------------ | --------------------------- | ---------------------------------------------------------- |
| –50 kg | Harun Ateş Turquía             | Vicky Rumeon · Países Bajos | Óscar Blanco · España · Dario Manca · Italia               |
| –54 kg | Geremia Di Constanzo · Italia  | Reinhard Langer RFA         | Thomas Mayr · Austria · Josef Salim · Dinamarca            |
| –58 kg | José Sanabria · España         | Nuno Damaso · Suiza         | Şakir Bezcir Turquía Christian Herberth RFA                |
| –64 kg | Jesús Tortosa Alameda · España | Cengiz Yağız Turquía        | Thomas Filio Dinamarca Hubert Sinègre Francia              |
| –70 kg | Nusret Ramazanoğlu Turquía     | José Eles · España          | Markku Parviainen · Finlandia · Ruben Thijs · Países Bajos |
| –76 kg | Osman Şener Özsoy Turquía      | John Wright Díaz · España   | Marcello Pezzolla · Italia · Robert Tomašević · Yugoslavia |
| –83 kg | Markus Woznicki RFA            | Metin Şahin Turquía         | Miguel Jordán · España · Jari Kaila · Finlandia            |
| +83 kg | Tonny Sørensen Dinamarca       | Ali Şahin Turquía           | José Luis Álvarez · España · Henk Meijer · Países Bajos    |

### Femenino
| Evento | Oro                             | Plata                            | Bronce                                                    |
| ------ | ------------------------------- | -------------------------------- | --------------------------------------------------------- |
| –43 kg | María Rosa Moreno · España      | Emine Güler Turquía              | Sonja Galvano · Italia · Charlotte König · RFA            |
| –47 kg | Piera Muggiri · Italia          | Anita van der Pas · Países Bajos | Bettina Engelking · RFA · Regina Singer · Austria         |
| –51 kg | Sultan Demir Turquía            | Roberta Parisella · Italia       | Fatma-Ayse Kayadelen · RFA · Josefina López · España      |
| –55 kg | Züleyhan Tan Turquía            | Kerstin Aaslepp RFA              | Amparo Dols · España · Anne-Mette Christensen · Dinamarca |
| –60 kg | Sibel Dinçer Turquía            | Jolanda van Duren · Países Bajos | Karin Schwartz · Dinamarca · Juana Usurbil · España       |
| –65 kg | Coral Bistuer · España          | Sonny Seidel RFA                 | Petra Adler · Suecia · Sabina Luciani · Dinamarca         |
| –70 kg | Mandy de Jongh · Países Bajos   | Elena Navaz · España             | Michaela Huber · Austria · Şeyda Şerifoğlu · Turquía      |
| +70 kg | Anne-Mieke Buijs · Países Bajos | Mine Arduç Turquía               | Ute Güster RFA                                            |

## Medallero
| Núm. | País         | Oro | Plata | Bronce | Total |
| ---- | ------------ | --- | ----- | ------ | ----- |
| 1    | Turquía      | 6   | 5     | 2      | 13    |
| 2    | España       | 4   | 3     | 6      | 13    |
| 3    | Países Bajos | 2   | 3     | 2      | 7     |
| 4    | Italia       | 2   | 1     | 3      | 6     |
| 5    | RFA          | 1   | 3     | 5      | 9     |
| 6    | Dinamarca    | 1   | 0     | 5      | 6     |
| 7    | Suiza        | 0   | 1     | 0      | 1     |
| 8    | Austria      | 0   | 0     | 3      | 3     |
| 9    | Finlandia    | 0   | 0     | 2      | 2     |
| 10   | Francia      | 0   | 0     | 1      | 1     |
| 10   | Suecia       | 0   | 0     | 1      | 1     |
| 10   | Yugoslavia   | 0   | 0     | 1      | 1     |
|      | TOTAL        | 16  | 16    | 31     | 63    |